# Karl Wilhelm Ramler
Karl Wilhelm Ramler (Kołobrzeg (ma: Lengyelország), 1725. február 25. – Berlin, 1798. április 11.) német költő és műfordító.
Halléban tanult 1742-1744 között. Berlinben 1748 után a filozófia és esztétika tanárként dolgozott, 1786-tól az akadémia tagja és 1786-1796 között a nemzeti színház igazgatója.
Műveit Poetische Werke címen Göcking adta ki 1800-ban két kötetben, majd 1825-ben második kiadásként. Életéről Theodor Heinsius írt 1789-ben, ifjúkori éveit tárgyalja Otto-Ernst Schüddekopf 1885-ben, ódaelméletét Albert Pick bírálja 1887-ben.